# Image (mathématiques)
Pour les articles homonymes, voir Image (homonymie).
En mathématiques, la notion d’image est reliée à la notion d’application avec plusieurs définitions distinctes.
Étant donné une application {\displaystyle f:E\to F} :
- pour tout élément x de E, l’unique élément {\displaystyle f(x)} qui lui est relié dans F est appelé image de x par f, et dans ce cas on dit que x est un antécédent de {\displaystyle f(x)} par f ;
- l’ensemble des images des éléments de E est appelé ensemble image de f, ou simplement image de f, et se note {\displaystyle \operatorname {Im} (f)=\left\{f(x),x\in E\right\}} ;

f(X) est en jaune.

- pour tout sous-ensemble {\displaystyle A\subset E}, l’image directe de A par f est l’ensemble des images des éléments de A par f : {\displaystyle f(A)=\left\{f(x),x\in A\right\}}, autrement dit c’est l’ensemble des éléments de F qui ont au moins un antécédent par f ;
- pour tout sous-ensemble {\displaystyle B\subset F}, l’image réciproque ou préimage de B par f est l’ensemble des antécédents des éléments de B par f : {\displaystyle f^{-1}(B)=\left\{x\in A:f(x)\in B\right\}}

Cette terminologie n'est pas réservée aux seules fonctions d'une variable réelle mais à toute transformation ; ainsi on parle de l'image de la figure par symétrie.

f est surjective.

L'ensemble image ne doit pas être confondue avec l'ensemble d'arrivée (ou codomaine) de f. Pour une fonction donnée f : X → Y, l'ensemble de définition est X et l'ensemble d'arrivée est Y. L'image f(X) de X par f, aussi appelée l'image de f, est en général seulement un sous-ensemble strict de Y. On a f(X) = Y si et seulement si f est une surjection.

## Image d'une fonction
Une fonction numérique ou complexe {\displaystyle f:{\begin{cases}E\rightarrow F\\x\mapsto y=f(x)\end{cases}}}associe toujours à tout élément de l'ensemble de définition E un unique élément de l'ensemble d'arrivée F, c'est la définition d'une fonction. L'image de {\displaystyle x} par {\displaystyle f} se note {\displaystyle f(x)} et correspond au nombre associé à x par f. A une image peut correspondre plusieurs antécédents.
exemple : pour  {\displaystyle f:{\begin{cases}\mathbb {R} \rightarrow \mathbb {R} \\x\mapsto x^{2}\end{cases}}}, 8 a pour image {\displaystyle f(8)=64}, mais 64 a pour antécédents {\displaystyle x=8\lor x=-8}